# Собор дванадцяти апостолів

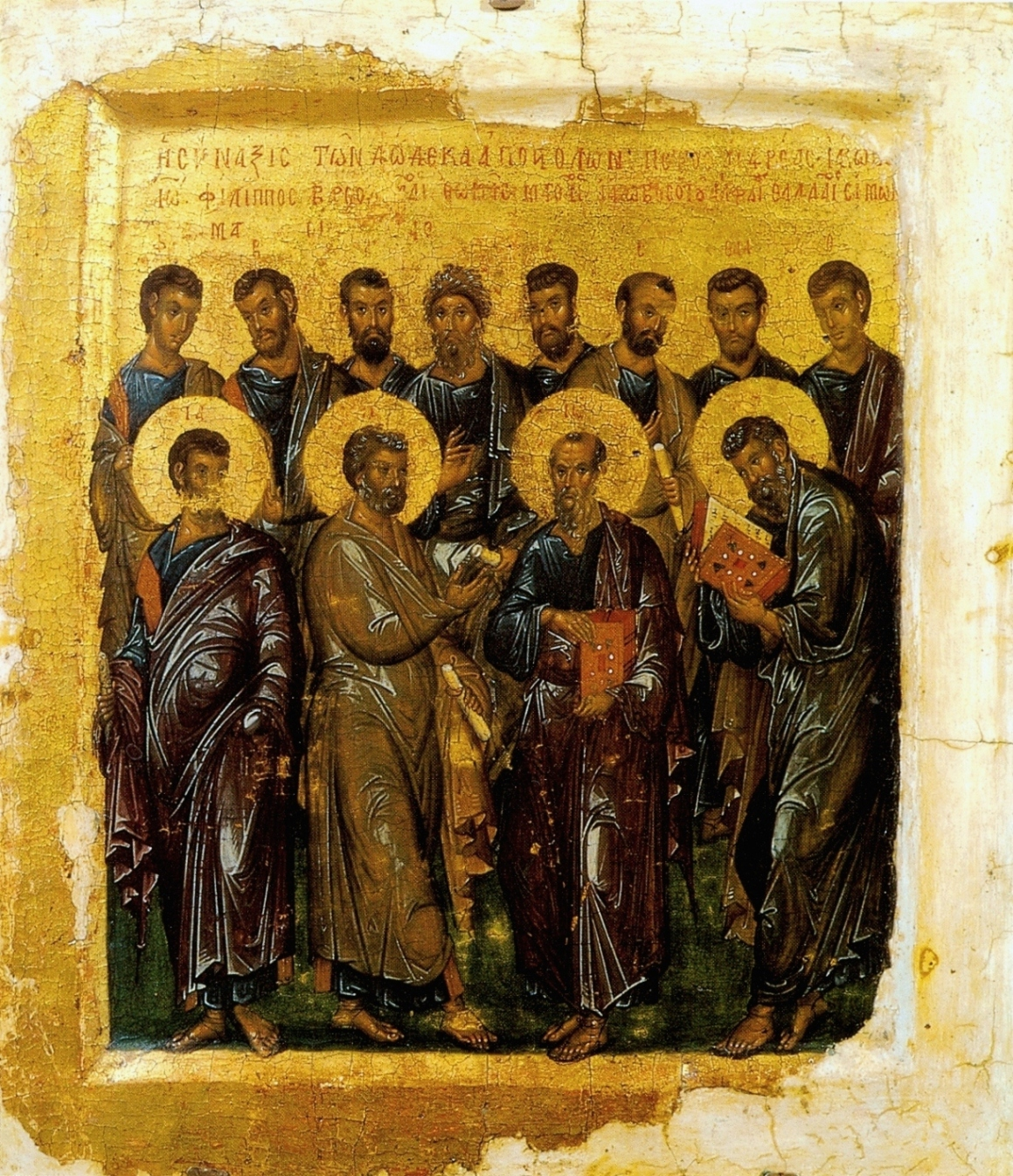
Собор Дванадцяти Апостолів (візантійська ікона, початок XIV століття)

Собор дванадцяти апостолів (церк.-слов. Собо́ръ ст҃ы́хъ сла́вныхъ и҆ всехва́льныхъ двоюна́десѧти а҆пⷭ҇лъ) — свято Східної православної церкви, що відзначається 30 червня, наступного дня після святкування пам'яті первоверховних апостолів Петра і Павла. Перші згадки про це свято зустрічаються з IV століття.

## Значення
Свято присвячене дванадцяти апостолам: Петру Першоверховному, Андрію Первозваному, Іакову Зеведеєву, Івану Богослову, Пилипу, Варфоломію, Фомі, Матвію, Якову Алфеєву, Тадею, Симону Кананіту, а також апостолу Маттію, обраному до числа дванадцяти апостолів замість Юди Іскаріота.
Ісус Христос зібрав собі учнів серед простого люду за три роки до свого розп'ятті на Хресті. Він обирав тих, хто не лише міг усім серцем осягнути глибину Його вчення, але й донести до інших Любов до Бога, здатних служити людству. Покликані до апостольства 70 учнів були наділені Ісусом чудодійною силою, і вони покинули своїх рідних та звичне життя, щоб крок за кроком слідувати за своїм Божественним Вчителем, охоче розділяти з Ним усі труднощі й страждання на нелегкому шляху до Істини й спасіння роду людського.
Серед 70 учнів Ісуса Христа було обрано саме 12, бо це число збігається з числом дванадцяти колін ізраїльських. На час проповіді Христа з дванадцяти родів ізраїльських збереглося лише два з половиною: Іуди, Веніаміна і половина від Левія. Решта дев'ять з половиною родів з часу завоювання Північного царства (722 р до Р. Х.) вважалися зниклими. Євреї вірили, що Бог приведе ці зниклі, розчинені серед інших народів, коліна на батьківщину і відновить народ Божий. Обрання ж Христом дванадцяти апостолів недвозначно свідчить, що цей довгоочікуваний час настає. Однак замість того, щоб десь збирати зниклі коліна народу Ізраїлю, тобто замість того, щоб відновлювати колишній, Старий Ізраїль, Христос створює Ізраїль Новий — Церкву. Для цього Він обрав 12 родоначальників Нового Божого народу — апостолів і посилав їх у світ.
Своєю апостольською діяльністю учні Христа викликали невдоволення у чаклунів, фарисеїв та книжників — служителів язичницьких культів. Їм довелося немало пережити під час свого служіння, і більшість з апостолів закінчила життя мученицькою смертю. У кожного апостола є свій день пам'яті протягом року, коли вдячні нащадки згадують про їх великі діяння.

## Храми і церкви

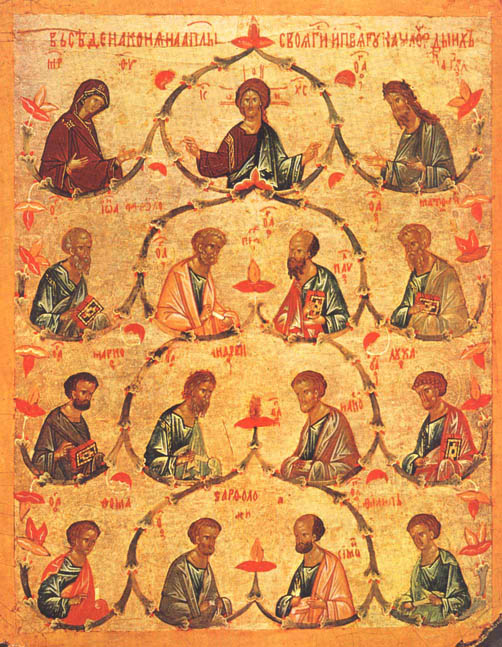
Собор Дванадцяти Апостолів (новгородська ікона, XV століття)

На честь свята побудовано ряд православних храмів. Найпершим з них став храм, побудований за вказівкою імператора Костантина Великого (274–337) в Константинополі — Церква Дванадцяти Апостолів, що стала імператорської усипальницею. В цей же період, за переказами, його мати рівноапостольна Олена, також побудувала церкву дванадцяти апостолів поблизу Тиверіадського озера.
“О, святії апостоли Христові: Петре і Андрію, Якове та Іване, Пилипе і Варфоломію, Фомо і Матвію, Якове та Юдо, Симоне і Матвію!
Почуйте наші молитви і зітхання, серцем скорботним нині принесені, і допоможіть нам, рабам Божим (імена), вашим всемощного перед Господом клопотанням, визволитися від усякого зла і ворожих лестощів, твердо ж віддану вами віру православну зберігати, в ній же вашим заступництвом ні ранами, ні докором, ні мором, жодним гнівом від Творця нашого применшення будемо.
Але мирне поживемо житіє і сподобилися бачити благая на землі живих, прославляючи Отця і Сина і Святого Духа, Єдиного в Трійці славімаго Бога, нині і повсякчас, і на віки віків. Амінь”
На українських землях храм на честь Собору дванадцяти апостолів було зведено в 1375 році в Балаклаві в Криму. її перебудували на кам'яну церкву в 1794 році. Зараз входить до Інкерманського Свято-Климентівського монастиря.
У середині XVII століття церква Дванадцяти апостолів була побудована в московському Кремлі за вказівкою патріарха Никона (є єдиною в Москві церквою на честь даного свята). Її звели разом з чудовими Патріаршими палатами, церква до 1680 року служила домовим патріаршим храмом.
Із сучасних будівель відома грецька православна церква Дванадцяти Апостолів, зведена в 1925 році на території євангельського Капернауму (Ізраїль).
У 2002 році почалося зведення академічного храму-каплиці на честь Собору дванадцяти апостолів і каплицю в Міжрегіональній академії управління персоналом. Храм присвячену святому великомученику Георгію Побідоносцю.
У 2019 році побудовано Храм на честь Собору дванадцяти апостолів в Києві на Дарниці. Він зведений за проєктом грецької церкви в монастирі Акрітохорі.
Також існує Скит на честь Собору дванадцяти Апостолів Рівненської єпархії Української Православної Церкви в с. Рогачеві на Рівненщині.

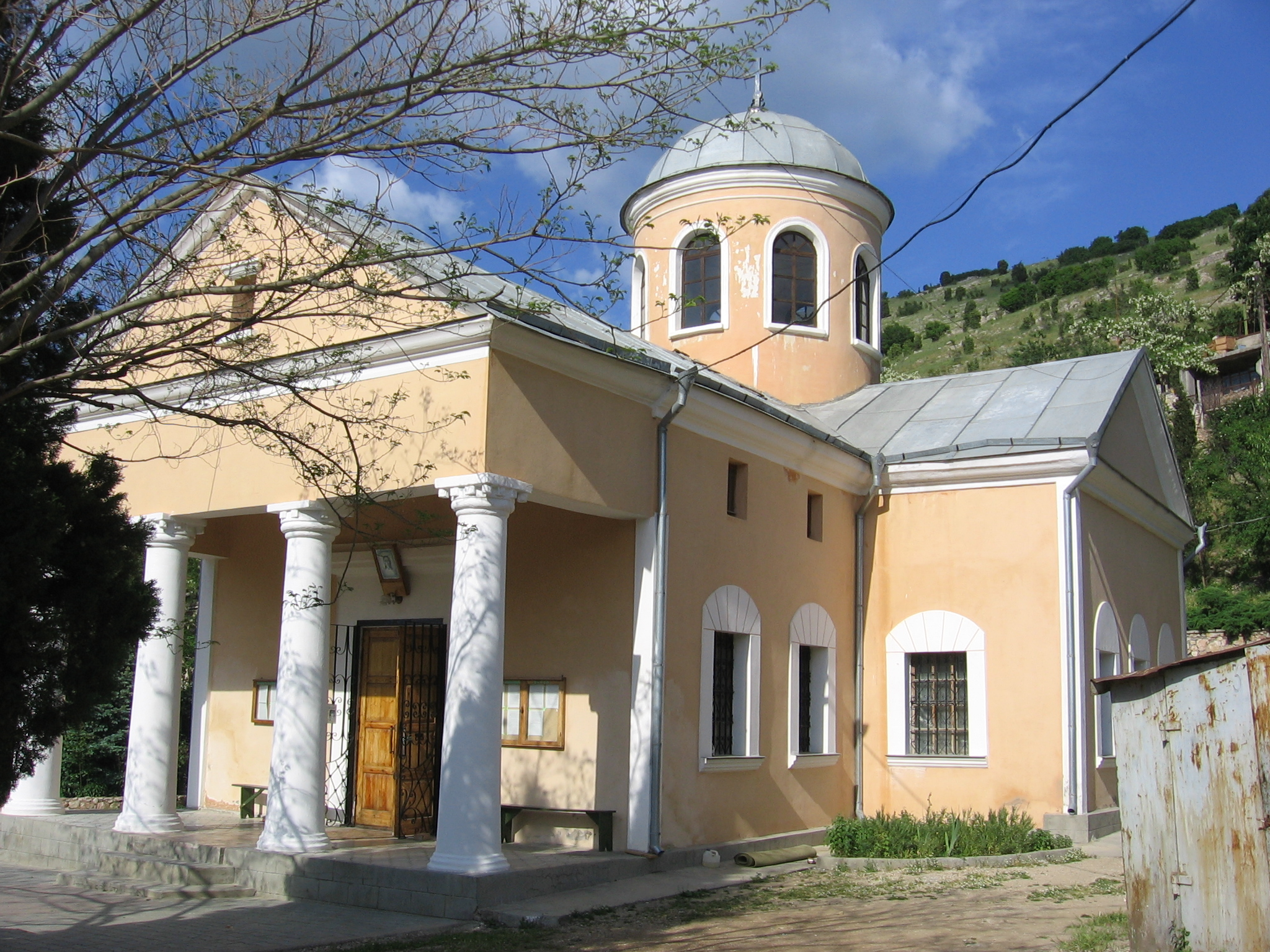
Церква дванадцяти апостолів у Севастополі
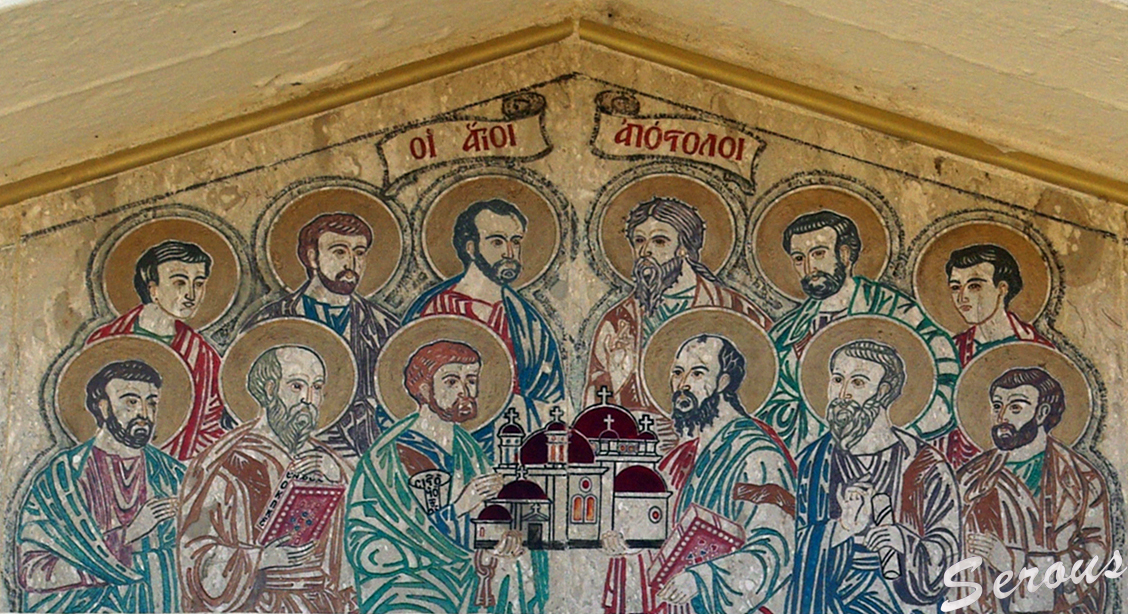
Фреска церкви Дванадцяти Апостолів у Капернаумі
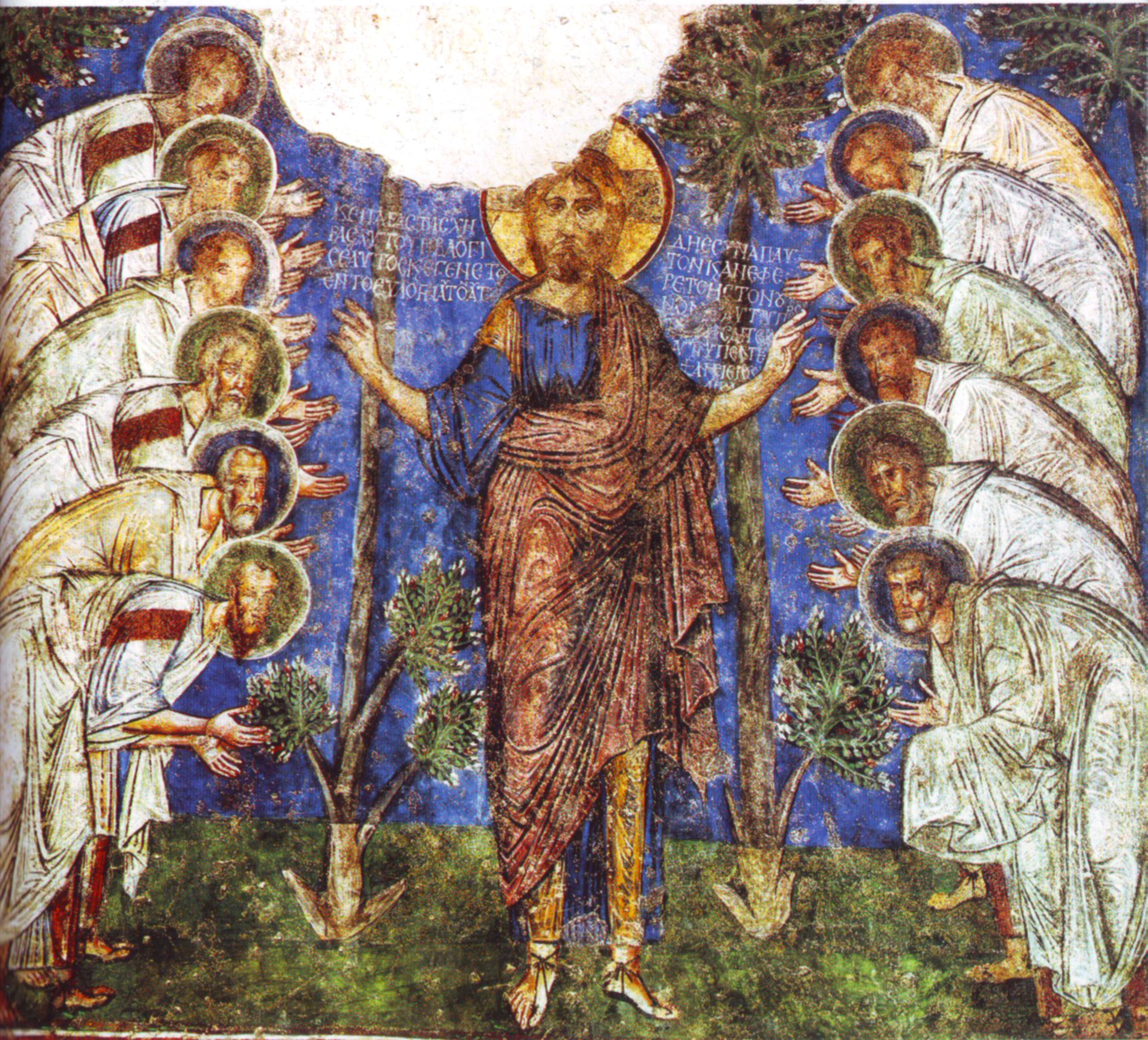
Ісус Христос і 12 апостолів (фреска XII століття, Каппадокія)
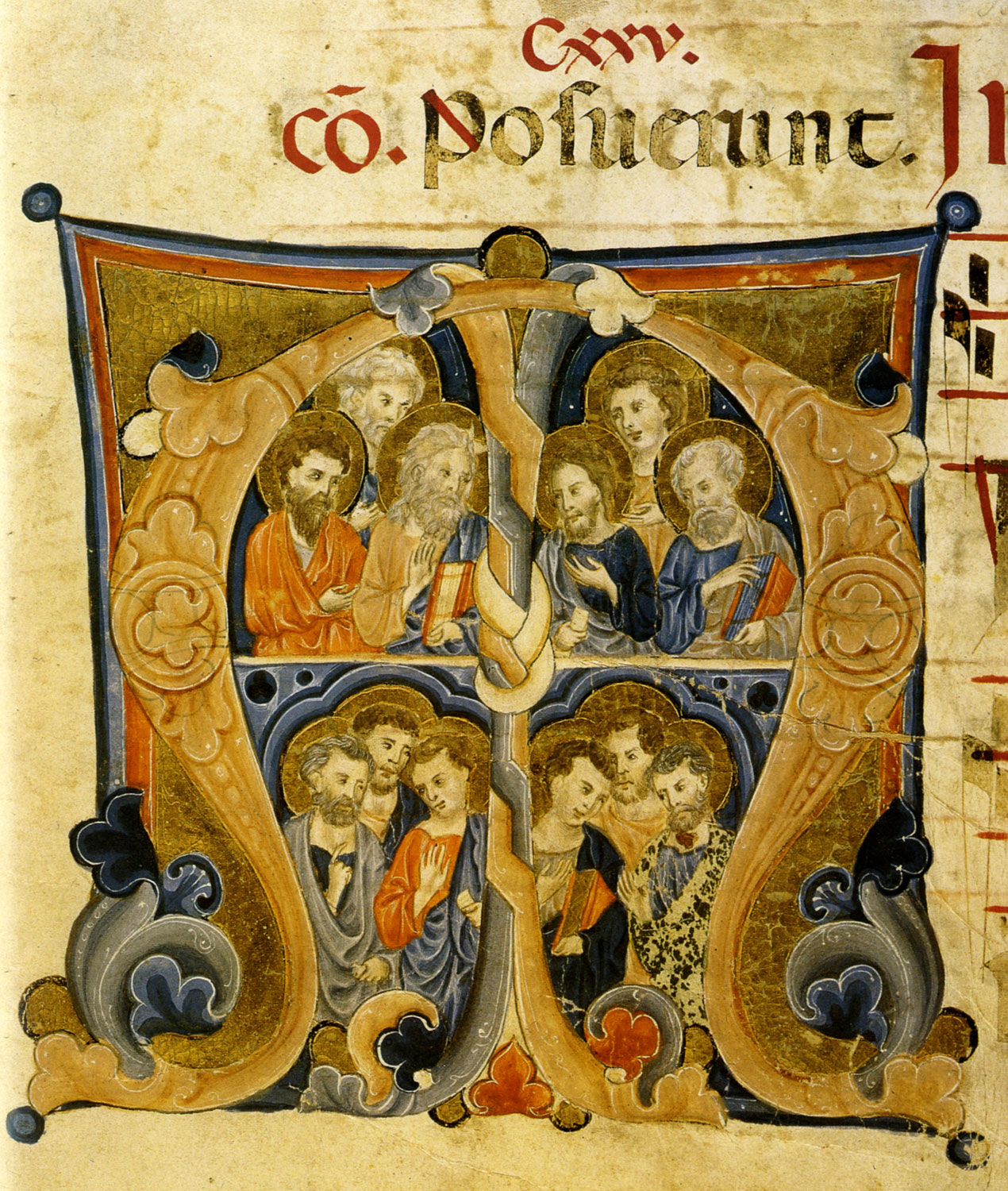
Дванадцять апостолів (книжкова мініатюра, XIII століття)

## Зауваження
1. ↑  Деякими православними церквами святкується 30 червня (13 липня)  за юліанським календарем, зокрема Єрусалимською, Російською, Сербською, Грузинською, Польською і Македонською православними церквами.